# Сан-Пау-да-Сагуріас
Сан-Пау-да-Сагуріас (Catalan pronunciation: [ˈsam ˈpaw ðə səˈɣuɾiəs]) — село в Іспанії, у складі провінції Жирона та автономної спільноти Каталонія.